# Волошин, Александр Фёдорович (этнограф)
Алекса́ндр Фёдорович Воло́шин (псевдоним — Александр Хведорович-Журба) (укр. Олександр Федорович Волошин; 24 ноября [6 декабря] 1855, Бобринец, Херсонская губерния, Российская империя — 1933) — украинский этнограф, фольклорист, общественный деятель, политик, член Украинской Центральной Рады.

## Биография
Окончил уездную школу, в 1873 году — Херсонскую учительскую семинарию. Учительствовал. В 1878 году Ал. Волошин переехал в Елисаветград.
За революционную деятельность подвергался арестам, посля освобождения находился под постоянным надзором полиции. В 1885—1887 годах — хормейстер и суфлёр труппы М. Кропивницкого.
Позже перебрался в Одессу, где работал корректором, помощником учителя в художественной школе (1887—1895).
В 1895—1905 и 1911—1915 годах работал в земских управах городов Ананьев, Волчанск, Харьков, Полтава, Дубно, в 1906—1911 и с 1915 — в Киеве, с 1921 — в Одессе.
Способствовал организации украинских постановок и концертов украинской музыки, распространению литературы на украинском языке. Записывал украинские народные песни, с 1879 года отсылал их композитору Н. Лысенко, который издал их обработки (для голоса и фортепиано, для хора и фортепиано) в «Збірнику народних українських пісень».
Составитель «Збірника українських пісень з нотами» (Одесса, 1896; 1906).
Политик. Один из основателей Украинской Центральной Рады, делегированный до неё от Товарищества украинских прогрессистов. Вместе с И. Стешенко создавал комиссию по делам народного образования, возглавлял типографию Центральной Рады.
Председатель издательского комитета киевского общества «Просвита». Один из организаторов Украинского национального фонда.
После завершения революции вернулся в Одессу. Занимался переводами.
Умер в 1933 году.